# Claude Estier
Claude Estier, do 1986 Claude Hasday Ezratty (ur. 12 stycznia 1925 w Paryżu, zm. 10 marca 2016 tamże) – francuski polityk, dziennikarz i pisarz, poseł do Parlamentu Europejskiego, deputowany i senator.

## Życiorys
Urodził się w rodzinie o tradycjach socjalistycznych, jego rodzice byli emigrantami z Grecji i oryginalnie (do 1986) nazywał się Claude Hasday Ezratty. Podczas II wojny światowej przeniósł się z Paryża do Lyonu. Od 1942 działał w ruchu oporu m.in. jako łącznik i nasłuchujący radio, wojnę zakończył w ramach Francuskich Sił Wewnętrznych. W 1946 został absolwentem Instytutu Nauk Politycznych w Paryżu ze specjalizacją w ekonomii. Przez wiele lat pracował jako dziennikarz, rozpoczynając karierę w „Le Progrès de Lyon”, „Le Populaire” i BBC. Później pisał m.in. dla „Libération” „Le Monde”, „Le Nouvel Observateur” oraz od lat 60. kierował tygodnikiem „L'Unité”. Udzielał się jako komentator polityczny, opublikował również wiele książek.
W latach 1945–1947 członek Francuskiej Sekcji Międzynarodówki Robotniczej, wykluczony z partii po krytycznym artykule wobec jednego z ministra Jules’a Mocha. W 1948 członek Zjednoczonej Partii Socjalistycznej. Od 1964 współpracował z Françoisem Mitterrandem i popierającym go Zgromadzeniu Instytucji Republikańskich. Formalnie w 1971 wstąpił do Partii Socjalistycznej, od 1971 do 1979 będąc jej sekretarzem narodowym ds. prasy. W latach 1967–1968 zasiadał w Zgromadzeniu Narodowym, natomiast od 1971 do 1989 zasiadał w radzie miejskiej Paryża. W 1979 wybrany do Parlamentu Europejskiego, w którym był wiceszefem frakcji socjalistycznej. Odszedł z niego w 1981 po powrocie do krajowego parlamentu, w którym kierował komisją spraw zagranicznych (1983–1986). W latach 1986–2004 zasiadał w Senacie, od 1988 pełnił funkcję szefa opozycji i lidera frakcji PS. Po odejściu z Senatu poświęcił się pisaniu biografii, ostatnią książkę ukończył w 2014.

## Kontrowersje
Według Wasilija Mitrochina był wieloletnim agentem KGB, sam Claude Estier zaprzeczał tym informacjom. Według odtajnionych w 2016 dokumentów w latach 80. współpracował również z Securitate pod pseudonimem Stanica.

## Odznaczenia
Kawaler (1986) i Oficer (2004) Legii Honorowej. Jego imieniem nazwano jedną z paryskich ulic.